# Element pierwszy
Element pierwszy – uogólnienie pojęcia liczby pierwszej.

## Definicja
Elementem pierwszym dziedziny całkowitości {\displaystyle \mathrm {R} } nazywamy taki niezerowy element {\displaystyle x\in \mathrm {R} ,} który nie jest dzielnikiem jedności i dla dowolnych dwóch elementów {\displaystyle a,b\in \mathrm {R} } jeśli {\displaystyle x} dzieli iloczyn {\displaystyle ab,} to {\displaystyle x} dzieli {\displaystyle a} lub {\displaystyle x} dzieli {\displaystyle b}.

## Własności
- Jeżeli {\displaystyle x\in \mathrm {R} } jest elementem pierwszym {\displaystyle \mathrm {R} } i dzieli iloczyn dowolnej ilości czynników z {\displaystyle \mathrm {R} ,} to dzieli on co najmniej jeden z tych czynników.
- Każdy element pierwszy jest elementem nierozkładalnym, natomiast nie każdy element nierozkładalny jest elementem pierwszym.
- Dla pierścieni z jednoznacznością rozkładu każdy element nierozkładalny jest także pierwszy – pojęcia te są wtedy równoważne.
- Ideał generowany przez element pierwszy jest ideałem pierwszym.